# Physiculus rhodopinnis
Physiculus rhodopinnis är en fiskart som beskrevs av Okamura 1982. Physiculus rhodopinnis ingår i släktet Physiculus och familjen Moridae. Inga underarter finns listade i Catalogue of Life.